# Hradsko (Jablonec nad Jizerou)
Hradsko je malá vesnice, část města Jablonec nad Jizerou v okrese Semily. Nachází se v údolí řeky Jizery asi 3,5 kilometru jižně od Jablonce nad Jizerou. Prochází zde silnice I/14.
Hradsko leží v katastrálním území Buřany o výměře 5,12 km².

## Historie
První písemná zmínka o vesnici pochází z roku 1890.

## Doprava
Nachází se zde železniční zastávka Jablonec nad Jizerou-Hradsko.

## Pamětihodnosti
Na úpatí Hradského výběžku, ostrohu při ústí Farského potoka do Jizery se nalézá přírodní památka Nístějka se zříceninou hradu Nístějka.